# Stars (groupe britannique)
Pour les articles homonymes, voir Star.
Stars est un supergroupe britannique qui donne quelques concerts à Cambridge en février 1972. C'est le dernier groupe dont fait partie Syd Barrett, guitariste fondateur de Pink Floyd.

## Histoire
Le 20 janvier 1972, le guitariste américain de blues Eddie « Guitar » Burns donne un concert à l'université de Cambridge. Pour son deuxième set, il est rejoint par le bassiste Jack Monck (en), le batteur Twink et le guitariste Syd Barrett. Ces trois musiciens ont une certaine expérience : Monck a fait partie du groupe de blues Delivery (en) dans les années 1960 et Twink a successivement tenu la batterie pour Tomorrow, The Pretty Things et Pink Fairies durant cette même décennie. Le plus célèbre des trois est Barrett, membre fondateur de Pink Floyd et auteur des premiers succès du groupe, dont il a été renvoyé en 1968 en raison de son comportement erratique. Le concert du 20 janvier 1972 marque sa première apparition sur scène depuis juin 1970.
Une semaine plus tard, le 27 janvier, les trois musiciens jouent ensemble au Corn Exchange (en) avec les guitaristes Bruce Paine et Fred Frith. Ce quintette spontané, baptisé « Last Minute Put Together Boogie Band », interprète quelques morceaux de blues où la contribution de Barrett se résume à jouer en boucle le riff de Smokestack Lightning.
Dès le lendemain, Monck et Twink envisagent de mettre sur pied un nouveau groupe avec Barrett, une idée encouragée par la femme de Monck, Jenny Spires, une ancienne petite amie de Barrett. Ce dernier n'apparaît pas particulièrement enthousiasmé, mais il invite les deux autres à venir jammer chez lui, dans la cave de la maison de sa mère. Ils s'accordent sur un nom, Stars, et répètent des morceaux tirés des premiers disques de Pink Floyd et des deux albums solo de Barrett, The Madcap Laughs et Barrett. Durant la première moitié du mois de février, le trio donne deux concerts au Dandelion, un café situé sur East Road (en), et se produit en une occasion sur la place du marché (en) avant d'être interrompu par l'arrivée des forces de l'ordre,.
Le 24 février, Stars partage l'affiche du Corn Exchange avec Skin Alley et les MC5. Le concert ne se passe pas bien : à cause d'une mauvaise sonorisation, Barrett est inaudible quand il chante et joue sans se soucier de sa section rythmique qu'il n'entend qu'à moitié, d'autant que l'ampli de Monck rend l'âme au beau milieu de la soirée. Quand les lumières se rallument accidentellement, il s'avère qu'il ne reste qu'une trentaine de personnes dans le public. L'un des spectateurs est le journaliste musical Roy Hollingworth, dont la critique désabusée du concert paraît dans le Melody Maker du 4 mars.
Deux jours plus tard, le 26 février, Stars monte à nouveau sur la scène du Corn Exchange, cette fois avec Nektar. La performance se déroule dans de bien meilleures conditions, mais c'est la dernière du groupe. Quelques jours plus tard, Barrett se rend chez Twink et lui annonce qu'il ne veut plus jouer avec Stars. Hormis une apparition lors d'une soirée jazz et poésie à l'université de Cambridge en octobre 1973, Barrett ne remonte plus jamais sur scène jusqu'à sa mort, en 2006. Monck et Twink tentent de poursuivre en recrutant un autre guitariste, Bernie Elliott, mais le groupe n'intéresse plus les promoteurs si Barrett n'en fait plus partie et ils abandonnent rapidement le projet.